# Competitive Intelligence
Die Begriffe Competitive Intelligence (CI; wörtlich etwa „Konkurrenz-/Wettbewerbsforschung, -analyse, -beobachtung, -(früh)aufklärung“) und Wettbewerbserkundung bezeichnen die systematische, andauernde und legale Sammlung und Auswertung von Informationen über Konkurrenzunternehmen, Wettbewerbsprodukte, Marktentwicklungen, Branchen, neue Patente, neue Technologien und Kundenerwartungen. Durch CI können Unternehmen frühzeitig ihre operative Geschäfts- sowie Wettbewerbsstrategie an das sich ändernde Wettbewerbsumfeld anpassen und aufgrund besserer Informationsversorgung Wettbewerbsvorteile im dynamischen Wettbewerbsmarkt nutzen.
Die Begriffe Competitive Intelligence und Business Intelligence sind zwei unterschiedliche Ansätze, die sich ergänzen. Während Competitive Intelligence überwiegend Daten über Unternehmen analysiert, die außerhalb eines Unternehmens zu finden sind, befasst sich Business Intelligence fast ausschließlich mit der Auswertung firmeninterner Daten. Competitive Intelligence nutzt auch die internen Daten eines Unternehmens, wie etwa Zahlen aus dem Jahresabschluss, die der breiten Öffentlichkeit zur Verfügung gestellt werden. Es bedient sich jedoch überwiegend der unstrukturierten Daten aus dem Internet, oder anderer öffentlicher Informationsquellen. Business Intelligence wiederum basiert fast ausschließlich auf Zahlen aus dem Unternehmen und weniger auf unstrukturierten Daten. Es gibt Bestrebungen auch hier mehr Daten von außerhalb des Unternehmens einzubinden und durch die Einbettung von unstrukturierten Daten, sei es aus dem Unternehmen, oder von außerhalb des Unternehmens, den Zahlen einen Kontext zu verschaffen, kausale Erklärungen für bestimmte Kennzahlen anzubieten.
Im Französischen wird hierbei mit dem parallelen Begriff der veille technologique zudem die Suche nach technischer Innovation verstanden. Der Begriff CI hat sich jedoch nicht zuletzt durch die von der Strategic and Competitive Intelligence Professionals (SCIP) festgelegten Definition als eigenständiger Begriff etabliert und Eingang in die Curricula von Hochschulen gefunden. 2008 wurde von SCIP erstmals ein Competitive Intelligence Body of Knowledge (BOK, dt. etwa „Wissensfundus“) entwickelt und dann publiziert. Dieser BOK beschreibt u. a. die 81 Kernfähigkeiten, die ein Competitive Intelligence Professional beherrschen sollte. Im Gegensatz zur Competitive Intelligence befasst sich die Marktforschung mit der Informationsgewinnung über den Absatzmarkt.

## Geschichte
Competitive Intelligence hat seine Wurzeln sowohl in der Militärgeschichte (vgl. Militärnachrichtendienst) als auch in der Marktforschung.

### Militär

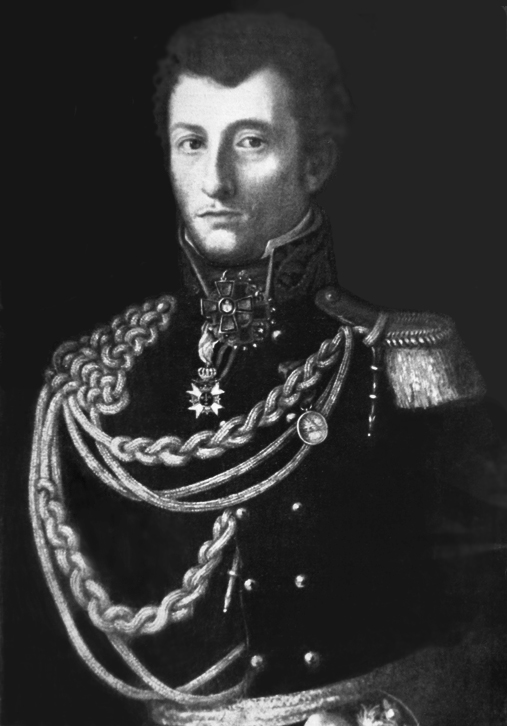
Carl von Clausewitz

Bereits der chinesische General Sunzi (um 500 v. Chr.) hat in seinem Werk Die Kunst des Krieges die kriegsentscheidende Wichtigkeit von Informationen über Stärken und Schwächen der eigenen Armee und der des Gegners beschrieben.
Nicht erst seit Carl von Clausewitz´ berühmtem Buch Vom Kriege (1852) mit Kapiteln wie Nachrichten im Kriege (Erstes Buch: Über die Natur des Krieges, Sechstes Kapitel) greift man auf Informationen zurück, vielmehr hat Informationsgewinnung in der deutschen Militärgeschichte eine lange Tradition. In Preußen, mit seiner von Kriegen und wechselnden Allianzen durchzogenen Geschichte im 17. und 18. Jahrhundert, war die organisierte Informationsgewinnung neben dem stehenden Heer und den straff durchorganisierten Institutionen eine politische Notwendigkeit. Nach 1945 waren eine militärische Ausdrucksweise und preußisches Gedankengut in Deutschland jedoch wenig gefragt.

### Industrialisierung

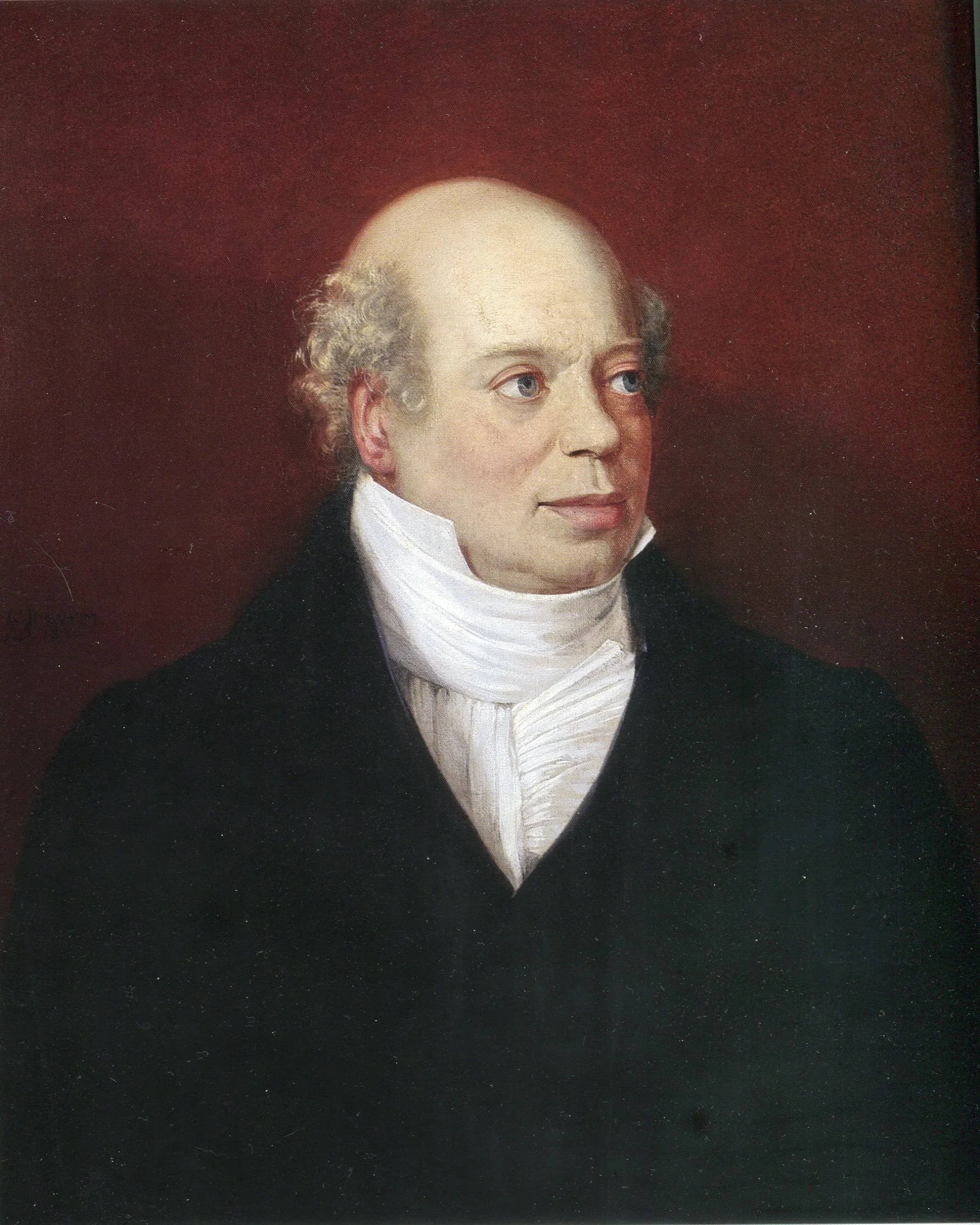
Nathan Mayer Rothschild

Besonders in industrialisierten Märkten mit wenigen direkten Konkurrenten gibt es seit dem Zeitalter der Industrialisierung eine aggressive Marktforschung. Ohne diese Marktforschung wäre Deutschland nicht zu den führenden Industrienationen der Welt aufgestiegen. Durch die zunehmende Industrialisierung wurde es für die Wirtschaft immer wichtiger, auf dem schnellstmöglichen Weg Nachrichten zu erhalten.
Ein frühes Beispiel für CI lieferte der englische Bankier Nathan Mayer Rothschild 1815 unmittelbar nach der Schlacht bei Waterloo. Vor der Einführung von Telegrafenlinien wurde zu Beginn des 19. Jahrhunderts Taubenpost zur schnellen Nachrichtenübermittlung genutzt. Nach der Schlacht bei Waterloo kannte Rothschild dank seiner Brieftauben noch vor dem britischen Premierminister den Sieger der Schlacht. Rothschild verkaufte seine Aktien, die Anleger glaubten, er sei im Besitz von Information über eine britische Niederlage und verkauften ebenfalls ihre Aktien. Nachdem die Kurse der Wertpapiere erheblich gesunken waren, kaufte Rothschild die Wertpapiere heimlich wieder auf. Als die Nachricht vom Sieg über Napoleon offiziell eintraf, verzeichnete Rothschild durch den folgenden Kursanstieg hohe Gewinne.

### 20./21. Jahrhundert
In den 1970er Jahren entwickelte sich im angloamerikanischen Raum die Competitive Intelligence als Bestandteil der Marktforschung. 1980 gilt mit der von Michael Porter veröffentlichten Studie Competitive-Strategy: Techniques for Analyzing Industries and Competitors als der Beginn der modernen Competitive Intelligence. Nach dem Kalten Krieg wechselten in den USA viele (Ex-)Geheimdienstagenten in die private Wirtschaft. 1986 wurde in den USA die Society of Competitive Intelligence Professionals (SCIP) gegründet, sie zählt heute über 1800 Mitglieder, hauptsächlich aus dem nordamerikanischen Raum. Im Mai 2009 wurde SCIP infolge finanzieller Probleme mit einer Stiftung des Marktforschungsunternehmens Frost&Sullivan verschmolzen und im Juli 2010 in Strategic and Competitive Intelligence Professionals umbenannt.
Konkurrenzanalyse wurde als Wettbewerbsstrategie in Deutschland bis Anfang der 1990er Jahre vernachlässigt. Der Begriff Competitive Intelligence tauchte in der deutschen Literatur erstmals 1997 (Kunze) deutlich in einem Titel auf. 1995 wurde ein SCIP Chapter in Deutschland gegründet. 2002 folgte die Gründung des unabhängigen Deutschen Competitive Intelligence Forums e. V. als eingetragener Verein (e. V.) durch SCIP-Mitglieder. Im Sommer 2004 wurde das Institut für Competitive Intelligence gegründet, das ein berufsbegleitendes Weiterbildungsprogramm anbietet.
In Frankreich wurde 1997 die École de guerre économique, die „Schule für Wirtschaftskrieg“, gegründet.
Früher galt Japan als der bisher einzige Staat, der einen Wirtschaftsgeheimdienst (JETRO) unterhält. Er wurde 1958 gegründet und ist dem Handelsministerium (MITI) unterstellt.
Die fünf Nationen Großbritannien, USA, Kanada, Australien und Neuseeland betreiben seit Jahrzehnten das Projekt „Five Eyes“.
Die fünf Länder betreiben laut einem Bericht des Europäischen Parlaments von 2001 bereits seit Jahrzehnten das Projekt Echelon zur weltweiten Überwachung des über Kommunikationssatelliten geleiteten Telefon- und Datenverkehrs; es wurde und wird auch zur Wirtschaftsspionage eingesetzt.
Großbritannien begann etwa Anfang 2012 Tempora; der „Whistleblower“ (Informant) Edward Snowden enttarnte im Frühjahr 2013 das US-amerikanische NSA-Programm PRISM.
In Deutschland arbeiten schätzungsweise 5000 Menschen auf dem Gebiet der CI.

## Ethische Aspekte
Im Gegensatz zur Wirtschaftsspionage befasst sich CI ausdrücklich nur mit legalen, Datenschutz-konformen, öffentlich zugänglichen und ethisch einwandfreien Informationen über die Schwächen, Absichten und Fähigkeiten von Wettbewerbern. Die Übergänge zwischen CI und Wirtschaftsspionage sind wegen oft unterschiedlicher nationaler Gesetzgebung jedoch fließend. Trash-Trawling und Waste-Archeology, zu deutsch etwa die Auswertung des Mülls von Konkurrenten nach brisanten Informationen, galt beispielsweise lange Zeit als ethisch vertretbar, solange sich der Müll auf öffentlich zugänglichem Gelände befand. Um sich klar von der Wirtschaftsspionage abzugrenzen, entwickelte SCIP (Strategic and Competitive Intelligence Professionals) den sogenannten Code of Ethics.

## Intelligence Cycle
Der Prozess der Competitive Intelligence folgt dem sogenannten Intelligence Cycle. Es handelt sich hierbei um ein Konzept der Informationsbeschaffung und Auswertung, das in den 1960er Jahren zuerst von Nachrichtendiensten beschrieben wurde.
Der Prozess besteht aus den folgenden Schritten:
1. Planung: Formulierung und Definition des Informationsbedarfs (Definition von KITs – Key Intelligence Topics und daraus abgeleitet KIQs – Key Intelligence Questions)
2. Informationssammlung: basierend auf den KITs und KIQs; Primärquellen sind Branchenexperten, (ehemalige) Mitarbeiter von Wettbewerbern, Kunden, Lieferanten, Händler, Messen, Kongresse; Sekundärquellen sind Geschäftsberichte, der Bundesanzeiger, Handelskammern, Kreditgeber, Marktforschungs- und Firmeninformationsdienste, Branchenzeitschriften, Zeitungen, Internet, Patente, Fachdatenbanken
3. Verarbeitung: Übersetzung (bei fremdsprachigen Quellen), Evaluierung, Strukturierung, Interpretation und elektronische Speicherung der gewonnenen Informationen
4. Interpretation: Analyse der gewonnenen Erkenntnisse Benchmarking, SWOT-Analyse (Stärken-Schwächenanalyse), Wettbewerberprofilierung, Branchenstrukturanalyse, Simulationsmodelle, Wargaming
5. Verbreitung der Ergebnisse: Übergabe an den Entscheidungsträger, eventuell weitergehendes Informationsbedürfnis mit erneuter Projektplanung
6. Entscheidung & Feedback: basierend auf den Entscheidungsgrundlagen trifft die Führungskraft eine geschäftskritische Entscheidung, zur Verbesserung des Prozesses sollte Feedback gegeben werden.

## Informationssammlung
Bis zu etwa 70 Prozent der durch Competitive Intelligence gewonnenen Informationen über Wettbewerber stammen aus der Verarbeitung öffentlicher Quellen. Öffentlich verfügbare Informationen, die zukünftig quantitativ zunehmen, werden bei der CI effizient und systematisch selektiert und interpretiert. Spezifische Fragen des Managements benötigen jedoch unternehmensexterne und -interne primäre Quellen. Viele CI-Bedürfnisse jedoch können nur mit Hilfe aufwendiger Analysen aller Quellen zufriedenstellend beantwortet werden. Dies ist insbesondere bei der strategischen Planung der Fall und macht bei CI etwa 10 Prozent aller Fragen aus.
Der Competitive Intelligence-Consultant/Broker arbeitet, anders als der Information-Broker, als direkter Berater von Entscheidungsträgern.